# Dmitri Neliubin
Dmitri Vladislávovich Neliubin (en ruso: Дмитрий Владиславович Нелюбин; Leningrado, 8 de febrero de 1971–San Petersburgo, 1 de enero de 2005) fue un deportista soviético que compitió en ciclismo en las modalidades de pista, especialista en la prueba de persecución por equipos, y ruta.
Participó en dos Juegos Olímpicos de Verano, obteniendo una medalla de oro en Seúl 1988, en la prueba de persecución por equipos (junto con Artūras Kasputis, Gintautas Umaras y Viacheslav Yekimov), y el séptimo lugar en Barcelona 1992, en la misma disciplina.
Ganó tres medallas en el Campeonato Mundial de Ciclismo en Pista entre los años 1989 y 1991.
Hijo del también ciclista Vladislav Neliubin, Dmitri murió apuñalado en una pelea durante la fiesta de fin de año 2005.

## Medallero internacional
| Juegos Olímpicos   | Juegos Olímpicos      | Juegos Olímpicos | Juegos Olímpicos            |
| Año                | Lugar                 | Medalla          | Competición                 |
| ------------------ | --------------------- | ---------------- | --------------------------- |
| 1988               | Seúl ( Corea del Sur) | Medalla de oro   | Persecución por equipos     |
| Campeonato Mundial |                       |                  |                             |
| Año                | Lugar                 | Medalla          | Competición                 |
| 1989               | Lyon ( Francia)       | Medalla de plata | Persecución por equipos (A) |
| 1990               | Maebashi ( Japón)     | Medalla de oro   | Persecución por equipos (A) |
| 1991               | Stuttgart ( Alemania) | Medalla de plata | Persecución por equipos (A) |